# Discografia dei Van Halen
La seguente è una discografia comprensiva del gruppo musicale statunitense Van Halen.
Il gruppo ha venduto oltre 80 milioni di dischi nel mondo e stabilito il record per il maggior numero di brani posizionati al primo posto nella classifica Mainstream Rock Songs (13). Secondo i dati forniti dalla RIAA, i Van Halen sono tra le prime 20 band di maggior successo negli Stati Uniti con oltre 56 milioni di dischi venduti, e sono una delle cinque rock band ad aver realizzato due album (Van Halen e 1984) che hanno raggiunto lo status di disco di diamante per le oltre dieci milioni di copie vendute negli Stati Uniti.

## Album

### Album in studio
| Anno                                                                                               | Titolo                                                                                  | Classifiche | Classifiche | Classifiche | Classifiche | Classifiche | Classifiche | Classifiche | Classifiche | Classifiche | Classifiche | Classifiche | Classifiche | Classifiche | Classifiche | Certificazioni                                                                  |
| Anno                                                                                               | Titolo                                                                                  | US          | AUS         | AUT         | CAN         | FIN         | FRA         | GER         | ITA         | NLD         | NOR         | NZ          | SWE         | SWI         | UK          | Certificazioni                                                                  |
| -------------------------------------------------------------------------------------------------- | --------------------------------------------------------------------------------------- | ----------- | ----------- | ----------- | ----------- | ----------- | ----------- | ----------- | ----------- | ----------- | ----------- | ----------- | ----------- | ----------- | ----------- | ------------------------------------------------------------------------------- |
| 1978                                                                                               | Van Halen - Pubblicazione: 10 febbraio 1978 - Etichetta: Warner Bros.                   | 19          | 17          | —           | 18          | —           | 7           | —           | 89          | 10          | —           | 22          | —           | —           | 34          | - CAN: 4× Platino - FRA: Oro - GER: Oro - NLD: Platino - UK: Oro - US: Diamante |
| 1979                                                                                               | Van Halen II - Pubblicazione: 23 marzo 1979 - Etichetta: Warner Bros.                   | 6           | 68          | —           | 15          | —           | 14          | 24          | —           | 11          | —           | —           | 22          | —           | 23          | - CAN: 2× Platino - FRA: Oro - NLD: Oro - US: 5× Platino                        |
| 1980                                                                                               | Women and Children First - Pubblicazione: 26 marzo 1980 - Etichetta: Warner Bros.       | 6           | —           | —           | 12          | —           | 7           | 19          | —           | 3           | 23          | 48          | 19          | —           | 15          | - CAN: 2× Platino - FRA: Oro - NLD: Oro - US: 3× Platino                        |
| 1981                                                                                               | Fair Warning - Pubblicazione: 29 aprile 1981 - Etichetta: Warner Bros.                  | 5           | 97          | —           | 11          | 20          | 13          | 37          | 25          | 13          | 27          | —           | 18          | —           | 49          | - CAN: Platino - US: 2× Platino                                                 |
| 1982                                                                                               | Diver Down - Pubblicazione: 14 aprile 1982 - Etichetta: Warner Bros.                    | 3           | 79          | —           | 5           | 9           | 17          | 65          | 24          | 28          | 19          | 37          | 28          | —           | 36          | - CAN: Platino - US: 4× Platino                                                 |
| 1984                                                                                               | 1984 - Pubblicazione: 9 gennaio 1984 - Etichetta: Warner Bros.                          | 2           | 11          | 12          | 1           | 3           | 5           | 11          | 15          | 8           | 12          | 15          | 4           | 7           | 15          | - CAN: 5× Platino - FIN: Oro - GER: Platino - FRA: Oro - UK: Oro - US: Diamante |
| 1986                                                                                               | 5150 - Pubblicazione: 26 marzo 1986 - Etichetta: Warner Bros.                           | 1           | 5           | 13          | 2           | 2           | —           | 11          | —           | 30          | 5           | 13          | 2           | 16          | 16          | - CAN: 3× Platino - GER: Oro - UK: Argento - US: 6× Platino                     |
| 1988                                                                                               | OU812 - Pubblicazione: 24 maggio 1988 - Etichetta: Warner Bros.                         | 1           | 9           | 21          | 1           | 1           | —           | 12          | —           | 22          | 5           | 35          | 9           | 9           | 16          | - UK: Argento - US: 4× Platino                                                  |
| 1991                                                                                               | For Unlawful Carnal Knowledge - Pubblicazione: 17 giugno 1991 - Etichetta: Warner Bros. | 1           | 5           | 21          | 4           | 7           | —           | 6           | —           | 24          | —           | 25          | 17          | 11          | 12          | - CAN: Platino - UK: Argento - US: 3× Platino                                   |
| 1995                                                                                               | Balance - Pubblicazione: 24 gennaio 1995 - Etichetta: Warner Bros.                      | 1           | 9           | 18          | 2           | 5           | 18          | 8           | 15          | 5           | 17          | 16          | 5           | 6           | 8           | - BRA: Oro - CAN: 3× Platino - US: 3× Platino                                   |
| 1998                                                                                               | Van Halen III - Pubblicazione: 24 febbraio 1998 - Etichetta: Warner Bros.               | 4           | 8           | 23          | 4           | 5           | 24          | 13          | —           | 24          | 29          | 14          | 39          | 38          | 43          | - US: Oro                                                                       |
| 2012                                                                                               | A Different Kind of Truth - Pubblicazione: 7 febbraio 2012 - Etichetta: Interscope      | 2           | 4           | 17          | 3           | 3           | 29          | 8           | 16          | 12          | 9           | 14          | 4           | 6           | 6           | - CAN: Oro                                                                      |
| "—" indica una pubblicazione che non si è classificata o che non è stata pubblicata in quel Paese. |                                                                                         |             |             |             |             |             |             |             |             |             |             |             |             |             |             |                                                                                 |

### Album dal vivo
| Anno                                                                                               | Titolo                                                                                  | Classifiche | Classifiche | Classifiche | Classifiche | Classifiche | Classifiche | Classifiche | Classifiche | Classifiche | Classifiche | Classifiche | Classifiche | Certificazioni              |
| Anno                                                                                               | Titolo                                                                                  | US          | AUS         | AUT         | CAN         | FIN         | FRA         | GER         | ITA         | NLD         | SWE         | SWI         | UK          | Certificazioni              |
| -------------------------------------------------------------------------------------------------- | --------------------------------------------------------------------------------------- | ----------- | ----------- | ----------- | ----------- | ----------- | ----------- | ----------- | ----------- | ----------- | ----------- | ----------- | ----------- | --------------------------- |
| 1993                                                                                               | Live: Right Here, Right Now - Pubblicazione: 23 febbraio 1993 - Etichetta: Warner Bros. | 5           | 7           | 30          | 15          | 5           | —           | 30          | 19          | 8           | 21          | 18          | 24          | - CAN: Oro - US: 2× Platino |
| 2015                                                                                               | Tokyo Dome Live in Concert - Pubblicazione: 31 marzo 2015 - Etichetta: Warner Bros.     | 20          | 67          | —           | 24          | —           | 87          | 64          | 59          | 48          | —           | 59          | 74          |                             |
| "—" indica una pubblicazione che non si è classificata o che non è stata pubblicata in quel Paese. |                                                                                         |             |             |             |             |             |             |             |             |             |             |             |             |                             |

### Raccolte
| Anno                                                                                               | Titolo                                                                            | Classifiche | Classifiche | Classifiche | Classifiche | Classifiche | Classifiche | Classifiche | Classifiche | Classifiche | Classifiche | Classifiche | Classifiche | Classifiche | Classifiche | Certificazioni                                                                               |
| Anno                                                                                               | Titolo                                                                            | US          | AUS         | AUT         | CAN         | FIN         | FRA         | GER         | ITA         | NLD         | NOR         | NZ          | SWE         | SWI         | UK          | Certificazioni                                                                               |
| -------------------------------------------------------------------------------------------------- | --------------------------------------------------------------------------------- | ----------- | ----------- | ----------- | ----------- | ----------- | ----------- | ----------- | ----------- | ----------- | ----------- | ----------- | ----------- | ----------- | ----------- | -------------------------------------------------------------------------------------------- |
| 1996                                                                                               | Best Of - Volume I - Pubblicazione: 22 ottobre 1996 - Etichetta: Warner Bros.     | 1           | 11          | 16          | 1           | 3           | —           | 7           | —           | 12          | 36          | 2           | 19          | 26          | 45          | - AUS: Platino - BRA: Oro - CAN: 2× Platino - FIN: Oro - GER: Oro - UK: Oro - US: 3× Platino |
| 2004                                                                                               | The Best of Both Worlds - Pubblicazione: 20 luglio 2004 - Etichetta: Warner Bros. | 3           | 31          | 33          | 2           | 4           | 27          | 28          | 34          | —           | 17          | 9           | 12          | 55          | 15          | - UK: Oro - US: Platino                                                                      |
| "—" indica una pubblicazione che non si è classificata o che non è stata pubblicata in quel Paese. |                                                                                   |             |             |             |             |             |             |             |             |             |             |             |             |             |             |                                                                                              |

## Singoli
| Anno                                                                                               | Singolo                            | Classifiche | Classifiche   | Classifiche | Classifiche | Classifiche | Classifiche | Classifiche | Classifiche | Classifiche | Classifiche | Classifiche | Classifiche | Classifiche | Certificazioni                         | Album di provenienza          |
| Anno                                                                                               | Singolo                            | US          | US Main. Rock | AUS         | AUT         | CAN         | GER         | IRL         | ITA         | NLD         | NZ          | SWE         | SWI         | UK          | Certificazioni                         | Album di provenienza          |
| -------------------------------------------------------------------------------------------------- | ---------------------------------- | ----------- | ------------- | ----------- | ----------- | ----------- | ----------- | ----------- | ----------- | ----------- | ----------- | ----------- | ----------- | ----------- | -------------------------------------- | ----------------------------- |
| 1978                                                                                               | You Really Got Me                  | 36          | —             | 12          | —           | 49          | —           | —           | —           | —           | —           | —           | —           | —           |                                        | Van Halen                     |
| 1978                                                                                               | Runnin' with the Devil             | 84          | —             | —           | —           | —           | —           | —           | —           | 2           | —           | —           | —           | 52          |                                        | Van Halen                     |
| 1978                                                                                               | Jamie's Cryin'                     | —           | —             | —           | —           | —           | —           | —           | —           | —           | —           | —           | —           | —           |                                        | Van Halen                     |
| 1978                                                                                               | On Fire                            | —           | —             | —           | —           | —           | —           | —           | —           | —           | —           | —           | —           | —           |                                        | Van Halen                     |
| 1978                                                                                               | Ain't Talkin' 'bout Love           | —           | —             | —           | —           | —           | —           | —           | —           | —           | —           | —           | —           | —           |                                        | Van Halen                     |
| 1979                                                                                               | Dance the Night Away               | 15          | —             | —           | —           | 28          | —           | —           | —           | —           | —           | —           | —           | —           |                                        | Van Halen II                  |
| 1979                                                                                               | Beatiful Girls                     | 84          | —             | —           | —           | —           | —           | —           | —           | —           | —           | —           | —           | —           |                                        | Van Halen II                  |
| 1980                                                                                               | And the Cradle Will Rock...        | 55          | —             | —           | —           | 81          | —           | —           | —           | —           | —           | —           | —           | —           |                                        | Women and Children First      |
| 1980                                                                                               | Everybody Wants Some!!             | —           | —             | —           | —           | —           | —           | —           | —           | —           | —           | —           | —           | —           |                                        | Women and Children First      |
| 1981                                                                                               | So This Is Love?                   | 110         | 15            | —           | —           | 20          | —           | —           | —           | —           | —           | —           | —           | —           |                                        | Fair Warning                  |
| 1981                                                                                               | Mean Street                        | —           | 12            | —           | —           | —           | —           | —           | —           | —           | —           | —           | —           | —           |                                        | Fair Warning                  |
| 1981                                                                                               | Push Comes to Shove                | —           | 29            | —           | —           | —           | —           | —           | —           | —           | —           | —           | —           | —           |                                        | Fair Warning                  |
| 1981                                                                                               | Unchained                          | —           | 13            | —           | —           | —           | —           | —           | —           | —           | —           | —           | —           | —           |                                        | Fair Warning                  |
| 1982                                                                                               | (Oh) Pretty Woman                  | 12          | 1             | 59          | —           | 5           | —           | —           | 44          | 28          | 47          | —           | —           | 47          |                                        | Diver Down                    |
| 1982                                                                                               | Dancing in the Street              | 38          | 3             | —           | —           | 15          | —           | —           | —           | —           | —           | —           | —           | —           |                                        | Diver Down                    |
| 1982                                                                                               | Secrets                            | —           | 22            | —           | —           | —           | —           | —           | —           | —           | —           | —           | —           | —           |                                        | Diver Down                    |
| 1982                                                                                               | Little Guitars                     | —           | 33            | —           | —           | —           | —           | —           | —           | —           | —           | —           | —           | —           |                                        | Diver Down                    |
| 1982                                                                                               | The Full Bug                       | —           | 42            | —           | —           | —           | —           | —           | —           | —           | —           | —           | —           | —           |                                        | Diver Down                    |
| 1982                                                                                               | Where Have All the Good Times Gone | —           | 17            | —           | —           | —           | —           | —           | —           | —           | —           | —           | —           | —           |                                        | Diver Down                    |
| 1984                                                                                               | Jump                               | 1           | 1             | 2           | 4           | 1           | 4           | 2           | 2           | 34          | 12          | 11          | 4           | 7           | - ITA: Platino - UK: Platino - US: Oro | 1984                          |
| 1984                                                                                               | I'll Wait                          | 13          | 2             | —           | —           | 21          | —           | —           | 48          | —           | —           | —           | —           | 85          |                                        | 1984                          |
| 1984                                                                                               | Panama                             | 13          | 2             | 74          | —           | 15          | —           | 30          | —           | —           | —           | —           | —           | 61          |                                        | 1984                          |
| 1984                                                                                               | Hot for Teacher                    | 56          | 24            | 89          | —           | 83          | —           | —           | —           | —           | —           | —           | —           | 87          |                                        | 1984                          |
| 1986                                                                                               | Why Can't This Be Love             | 3           | 1             | 8           | —           | 13          | 8           | 8           | —           | 15          | 32          | 11          | —           | 8           |                                        | 5150                          |
| 1986                                                                                               | Dreams                             | 22          | 6             | 51          | —           | 85          | 53          | 25          | —           | —           | —           | —           | —           | 62          |                                        | 5150                          |
| 1986                                                                                               | Love Walks In                      | 22          | 4             | —           | —           | 65          | —           | —           | —           | —           | —           | —           | —           | —           |                                        | 5150                          |
| 1986                                                                                               | Best of Both Worlds                | —           | 12            | —           | —           | —           | —           | —           | —           | —           | —           | —           | —           | —           |                                        | 5150                          |
| 1986                                                                                               | Summer Nights                      | —           | 33            | —           | —           | —           | —           | —           | —           | —           | —           | —           | —           | —           |                                        | 5150                          |
| 1988                                                                                               | Black and Blue                     | 34          | 1             | —           | —           | 42          | —           | —           | —           | —           | —           | —           | —           | —           |                                        | OU812                         |
| 1988                                                                                               | When It's Love                     | 5           | 1             | 23          | —           | 21          | —           | 23          | —           | —           | —           | —           | —           | 28          |                                        | OU812                         |
| 1988                                                                                               | Finish What Ya Started             | 13          | 2             | —           | —           | —           | —           | —           | —           | —           | —           | —           | —           | —           |                                        | OU812                         |
| 1988                                                                                               | Cabo Wabo                          | —           | 31            | —           | —           | —           | —           | —           | —           | —           | —           | —           | —           | —           |                                        | OU812                         |
| 1988                                                                                               | Mine All Mine                      | —           | 50            | —           | —           | —           | —           | —           | —           | —           | —           | —           | —           | —           |                                        | OU812                         |
| 1989                                                                                               | Feels So Good                      | 35          | 6             | —           | —           | —           | —           | —           | —           | —           | —           | —           | —           | 63          |                                        | OU812                         |
| 1991                                                                                               | Poundcake                          | —           | 1             | 55          | —           | 55          | —           | —           | —           | —           | —           | —           | —           | 74          |                                        | For Unlawful Carnal Knowledge |
| 1991                                                                                               | Runaround                          | —           | 1             | —           | —           | 50          | —           | —           | —           | —           | —           | —           | —           | —           |                                        | For Unlawful Carnal Knowledge |
| 1991                                                                                               | Top of the World                   | 27          | 1             | —           | —           | 23          | —           | —           | —           | —           | —           | —           | —           | 63          |                                        | For Unlawful Carnal Knowledge |
| 1992                                                                                               | The Dream Is Over                  | —           | 7             | —           | —           | —           | —           | —           | —           | —           | —           | —           | —           | —           |                                        | For Unlawful Carnal Knowledge |
| 1992                                                                                               | Right Now                          | 55          | 2             | —           | —           | —           | —           | —           | —           | —           | —           | —           | —           | —           |                                        | For Unlawful Carnal Knowledge |
| 1992                                                                                               | Man on a Mission                   | —           | 21            | —           | —           | —           | —           | —           | —           | —           | —           | —           | —           | —           |                                        | For Unlawful Carnal Knowledge |
| 1993                                                                                               | Jump (Live)                        | —           | —             | 93          | —           | —           | —           | 13          | —           | 12          | —           | —           | 36          | 26          |                                        | Live: Right Here, Right Now   |
| 1993                                                                                               | Won't Get Fooled Again (Live)      | —           | 1             | —           | —           | 64          | —           | —           | —           | —           | —           | —           | —           | —           |                                        | Live: Right Here, Right Now   |
| 1993                                                                                               | Dreams (Live)                      | 111         | —             | —           | —           | —           | —           | —           | —           | —           | —           | —           | —           | —           |                                        | Live: Right Here, Right Now   |
| 1994                                                                                               | The Seventh Seal                   | —           | 36            | —           | —           | —           | —           | —           | —           | —           | —           | —           | —           | —           |                                        | Balance                       |
| 1994                                                                                               | Don't Tell Me (What Love Can Do)   | —           | 1             | —           | —           | 36          | —           | —           | —           | 31          | —           | —           | —           | 27          |                                        | Balance                       |
| 1995                                                                                               | Can't Stop Lovin' You              | 30          | 2             | —           | —           | 3           | —           | —           | —           | —           | —           | —           | —           | 33          |                                        | Balance                       |
| 1995                                                                                               | Not Enough                         | 97          | 27            | —           | —           | 6           | —           | —           | —           | —           | —           | —           | —           | —           |                                        | Balance                       |
| 1995                                                                                               | Amsterdam                          | —           | 9             | —           | —           | 46          | —           | —           | —           | —           | —           | —           | —           | 76          |                                        | Balance                       |
| 1996                                                                                               | Humans Being                       | —           | 1             | —           | —           | 47          | —           | —           | —           | —           | —           | —           | —           | —           |                                        | Best Of - Volume I            |
| 1996                                                                                               | Me Wise Magic                      | —           | 1             | —           | —           | 14          | —           | —           | —           | —           | —           | —           | —           | —           |                                        | Best Of - Volume I            |
| 1997                                                                                               | Can't Get This Stuff No More       | —           | 12            | —           | —           | 38          | —           | —           | —           | —           | —           | —           | —           | —           |                                        | Best Of - Volume I            |
| 1998                                                                                               | Without You                        | —           | 1             | 56          | —           | 55          | —           | —           | —           | —           | —           | —           | —           | —           |                                        | Van Halen III                 |
| 1998                                                                                               | Fire in the Hole                   | —           | 6             | —           | —           | 65          | —           | —           | —           | —           | —           | —           | —           | —           |                                        | Van Halen III                 |
| 1998                                                                                               | One I Want                         | —           | 27            | —           | —           | —           | —           | —           | —           | —           | —           | —           | —           | —           |                                        | Van Halen III                 |
| 2004                                                                                               | It's About Time                    | —           | 6             | —           | —           | —           | —           | —           | —           | —           | —           | —           | —           | —           |                                        | The Best of Both Worlds       |
| 2004                                                                                               | Up for Breakfast                   | —           | 33            | —           | —           | —           | —           | —           | —           | —           | —           | —           | —           | —           |                                        | The Best of Both Worlds       |
| 2012                                                                                               | Tattoo                             | 67          | 13            | —           | —           | 62          | —           | —           | —           | —           | —           | —           | —           | —           |                                        | A Different Kind of Truth     |
| 2012                                                                                               | She's the Woman                    | —           | 23            | —           | —           | —           | —           | —           | —           | —           | —           | —           | —           | —           |                                        | A Different Kind of Truth     |
| "—" indica una pubblicazione che non si è classificata o che non è stata pubblicata in quel Paese. |                                    |             |               |             |             |             |             |             |             |             |             |             |             |             |                                        |                               |

## Videografia
- 1987 – Live Without a Net – 2x Platino (RIAA)[4]
- 1993 – Live: Right Here, Right Now – Oro (RIAA)[4]
- 1996 – Van Halen: Video Hits, Vol. 1 – Oro (RIAA)[4]

## Colonne sonore
| Anno | Titolo                  | Brani                            | Album                               |
| 1979 | Giovani guerrieri       | You Really Got Me                | Van Halen                           |
| 1987 | Balle spaziali          | Good Enough                      | 5150                                |
| 1995 | Power Rangers - Il film | Dreams                           | 5150                                |
| 1996 | Twister                 | Humans Being*, Respect the Wind* | Twister - Motion Picture Soundtrack |
| 1998 | Arma letale 4           | Fire in the Hole                 | Van Halen III                       |
| 1999 | Varsity Blues           | Hot for Teacher                  | 1984                                |
| 1999 | Detroit Rock City       | Runnin' with the Devil           | Van Halen                           |

- Humans Being e Respect the Wind sono state composte per il film
- Humans Being è stata successivamente inclusa in Best Of - Volume I

## Album tributo
- 1999 – Van Halen Tribute: Hot for Remixes
- 2000 – Tribute to Van Halen: Runnin' with the Devil
- 2000 – Little Guitars: A Tribute to Van Halen
- 2003 – Best of Both Worlds: A Tribute to Van Halen
- 2004 – A Tribute to Van Halen
- 2004 – '80s Metal - Tribute to Van Halen
- 2006 – Strummin' with the Devil: Bluegrass Tribute to Van Halen
- 2006 – Panama: A Millennium Tribute to Van Halen